# Ptarmica
Ptarmica là một chi thực vật có hoa trong họ Cúc (Asteraceae).

## Loài
Chi Ptarmica gồm các loài: